# Велдман, Джон
Джон Велдман (нидерл. John Veldman; родился 24 февраля 1968, Парамарибо, Голландская Гвиана) — нидерландский футболист, защитник. Младший брат футболиста Элфрида Велдмана, погибшего в авиакатастрофе в Парамарибо. Джон является воспитанником клуба ПСВ, выступал также за «Виллем», «Спарту», «Аякс», «Витесс» и «Розендал». За 15 лет футбольной карьеры отыграл в высшем дивизионе Нидерландов 287 матчей, но так и не забил ни одного мяча. За сборную Нидерландов в 1996 году провёл одну игру, в составе сборной участвовал на чемпионате Европы 1996 года, но так и не сыграл ни одного матча на турнире.

## Биография
Джон Фицджеральд Велдман родился 24 февраля 1968 года в городе Парамарибо, Голландская Гвиана. В семье Велдманов, Джон стал вторым ребёнком, первенцем в семье был Элфрид, родившийся в 1966 году. В 70-е годы, Велдман вместе со своими родителями эмигрировал в Нидерланды и поселился в Утрехте. Именно в этом городе, Джон начал играть в футбол за местную команду «Элинвейк». Со временем, юного защитника заметили селекционеры ПСВ и Джон перешёл в юношескую команду клуба из Эйндховена.

### Начало футбольной карьеры
В 1986 году, Джон, в возрасте 18 лет был переведён в основной состав ПСВ. В высшем дивизионе Нидерландов Велдман дебютировал 5 апреля 1987 года, в домашнем матче против «Утрехта», Джон вышел на замену на 76-й минуте, заменив полузащитника Вилли ван де Керкхофа. Матч завершился разгромной победой ПСВ со счётом 5:0, в составе победителей голами отметились Рене ван дер Гейп, Гералд Ваненбург и Франк Арнесен, а также дубль был на счету норвежца Халлвара Тхоресена. За три с половиной года, Велдман довольно редко попадал в основной состав ПСВ, отыграв всего 11 матчей в чемпионате. Но Джону за то удалось дебютировать в кубке европейских чемпионов сезона 1988/1989. ПСВ, 9 ноября 1988 года, в рамках ответного матча второго раунда кубка встретился с португальским «Порту», Велдман в этой игре вышел на замену, а его команда проиграла в гостях со счётом 2:0.
Летом 1989 года, руководство ПСВ решило отдать Джона в аренду на один сезон в тилбургский «Виллем». Смена клуба пошла Велдману на пользу, тогдашний тренер «Виллема» Пит де Виссер полностью доверял Джону место в основном составе команды. Дебют Джона за «Виллем» состоялся 12 августа, в гостевом матче чемпионата против клуба МВВ, завершившемся поражением «Виллема» со счётом 2:1. За сезон Джон отыграл в чемпионате 27 матчей, а его команда по итогам сезона финишировала лишь на тринадцатом месте. После окончания аренды, руководство «Виллема» решило продлить срок аренды ещё на один сезон.
Летом 1991 года Йон перешёл в «Спарту» из Роттердама. Играя за «Спарту» Йон стал одним из лучших защитников чемпионата Нидерландов и был неизменным игроком обороны своего клуба. В «Спарте», как и в «Виллеме II», Йон с клубом мог рассчитывал только на места в середине турнирной таблице.
В апреле 1996 года, Джон перешёл в стан амстердамского «Аякса», чьим тренером был Луи ван Галь. Официальный дебют Велдмана за «Аякс» состоялся 18 августа, в матче суперкубка Нидерландов против ПСВ. Первый тайм завершился безголевой ничьей, а во втором тайме игроки ПСВ смогли трижды поразить ворота голкипера «Аякс» Эдвина ван дер Сара, лишь в концовке матча Велдман покинул поле, на 84-й минуте вместо него вышел Марио Мельхиот. Спустя три дня, 21 августа, Джон дебютировал за «Аякс» и в чемпионате, в домашнем матче амстердамцы с минимальным счётом 1:0 обыграли НАК. В «Аяксе» у Велдмана появились некоторые проблемы, а именно конфликты с Франком де Буром, Винстоном Богардом и Данни Блиндом. Тем не менее, клуб в сезоне 1996/1997 занял лишь 4 место, которое считалось для «Аякса» провальным.
Летом 1997 года Велдман покинул «Аякс» и перешёл в клуб «Витесс» из города Арнем. В «Витессе» Велдман не слишком много играл из-за постоянных травм. За три года Йон провёл 44 матча. В 2000 году Йон перешёл в «Розендал», но после того как клуб вылетел в первый дивизион, заняв последнее место, Йон решил завершить свою футбольную карьеру.

### Карьера в сборной
В национальной сборной Нидерландов Йон Велдман провёл всего один матч, который состоялся 24 апреля 1996 года против сборной Германии, который завершился поражение нидерландцев со счётом 1:0. Йон так же входил в состав сборной на чемпионате Европы 1996, но так и не сыграл ни одного матча на турнире.

## Статистика по сезонам
| Клуб             | Сезон            | Лига | Лига | Кубки | Кубки | Европейские кубки | Европейские кубки | Итого | Итого |
| Клуб             | Сезон            | Игры | Голы | Игры  | Голы  | Игры              | Голы              | Игры  | Голы  |
| ---------------- | ---------------- | ---- | ---- | ----- | ----- | ----------------- | ----------------- | ----- | ----- |
| ПСВ              | 1986/987         | 1    | 0    | ?     | ?     | 0                 | 0                 | ?     | ?     |
| ПСВ              | 1987/88          | 1    | 0    | 0     | 0     | 0                 | 0                 | 1     | 0     |
| ПСВ              | 1988/89          | 9    | 0    | 0     | 0     | 1                 | 0                 | 10    | 0     |
| ПСВ              | Итого            | 11   | 0    | ?     | ?     | 1                 | 0                 | ?     | ?     |
| Виллем II        | 1989/90          | 27   | 0    | ?     | ?     | _                 | _                 | ?     | ?     |
| Виллем II        | 1990/91          | 22   | 0    | ?     | ?     | _                 | _                 | _     | _     |
| Виллем II        | Итого            | 49   | 0    | ?     | ?     | _                 | _                 | ?     | ?     |
| Спарта           | 1991/92          | 31   | 0    | 4     | 0     | _                 | _                 | 35    | 0     |
| Спарта           | 1992/93          | 27   | 0    | 2     | 0     | _                 | _                 | 29    | 0     |
| Спарта           | 1993/94          | 33   | 0    | 0     | 0     | _                 | _                 | 33    | 0     |
| Спарта           | 1994/95          | 32   | 0    | 0     | 0     | _                 | _                 | 32    | 0     |
| Спарта           | 1995/96          | 29   | 0    | 6     | 0     | _                 | _                 | 32    | 0     |
| Спарта           | Итого            | 152  | 0    | 12    | 0     | _                 | _                 | 164   | 0     |
| Аякс             | 1996/97          | 17   | 0    | 1     | 0     | 6                 | 0                 | 24    | 0     |
| Аякс             | Итого            | 17   | 0    | 1     | 0     | 6                 | 0                 | 24    | 0     |
| Витесс           | 1997/98          | 10   | 0    | 2     | 0     | 0                 | 0                 | 12    | 0     |
| Витесс           | 1998/99          | 17   | 0    | 0     | 0     | 1                 | 0                 | 18    | 0     |
| Витесс           | 1999/2000        | 17   | 0    | 1     | 0     | 0                 | 0                 | 18    | 0     |
| Витесс           | Итого            | 44   | 0    | 3     | 0     | 1                 | 0                 | 48    | 0     |
| Розендал         | 2000/01          | 14   | 0    | 0     | 0     | _                 | _                 | 14    | 0     |
| Розендал         | Итого            | 14   | 0    | 0     | 0     | _                 | _                 | 14    | 0     |
| Всего за карьеру | Всего за карьеру | 287  | 0    | ?     | ?     | 8                 | 0                 | ?     | ?     |

### Матчи Велдмана за сборную Нидерландов
| Матчи Мюлдера за сборную Нидерландов | Матчи Мюлдера за сборную Нидерландов | Матчи Мюлдера за сборную Нидерландов | Матчи Мюлдера за сборную Нидерландов | Матчи Мюлдера за сборную Нидерландов | Матчи Мюлдера за сборную Нидерландов |
| ------------------------------------ | ------------------------------------ | ------------------------------------ | ------------------------------------ | ------------------------------------ | ------------------------------------ |
| №                                    | Дата                                 | Соперник                             | Счёт                                 | Голы Велдмана                        | Соревнование                         |
| 1                                    | 24 апреля 1996                       | Германия                             | 0:1                                  | —                                    | Товарищеский матч                    |

Итого: 1 матч / 0 голов; 0 побед, 0 ничьих, 1 поражение.

## Достижения
- Чемпион Нидерландов: 1988
- Обладатель кубка Чемпионов: 1988